# Keistiö
Keistiö est une île de l'archipel de Turku à Pargas en Finlande.

## Géographie
La superficie de l'île est de 9,81 kilomètres carrés,.
Le village de Keistiö est situé sur la côte sud-est de l'île. 
Keistiö a une liaison par traversier avec Iniö et si la glace le permet, une route de glace est entretenue en hiver. 
Sur Keistiö, il y a un magasin, un embarcadère et un café.
La plupart des propriétés de l'île sont des chalets d'été.